# František Jiras
František Jiras (2. října 1925 – 20. listopadu 1996) byl slovenský fotbalový trenér, hokejový trenér a činovník. Povoláním byl voják v Československé lidové armádě. Je pohřben v Sabinově.

## Trenérská kariéra

### Lední hokej
V letech 1957–1964 byl trenérem sabinovských ledních hokejistů a členem výboru tamější tělovýchovné jednoty.

### Fotbal
V sezoně 1958/59 a po část podzimu 1959 vedl TJ Slavoj/Družstevník Sabinov, kde jej nahradil hrající trenér Vincent Tumidalský. Před příchodem do banskobystrické Dukly trénoval také Duklu Prešov.
V československé lize vedl Duklu Banská Bystrica v jejím premiérovém ročníku mezi elitou (1968/69). U prvoligového týmu působil od 1. do 22. kola s bilancí 8 vítězství, 3 remíz, 11 porážek a pasivním skóre 31:33.
V utkání 13. kola ročníku 1968/69, které se hrálo v sobotu 7. prosince 1968 v Banské Bystrici a domácí Dukla v něm porazila pražskou Slavii 4:0 (poločas 1:0), poslal na hřiště tři střídající hráče, což odporovalo tehdejším pravidlům – bylo možné vystřídat maximálně dva hráče do pole, případně jednoho hráče do pole a jednoho brankáře. K porušení pravidel došlo v 88. minutě za rozhodnutého stavu 4:0 střídáním brankářů (Ondík za Búrika).
Za tento prohřešek byly Dukle Banská Bystrica odečteny 2 body, což ji odsoudilo k sestupu z nejvyšší soutěže. Na hřišti vybojovali banskobystričtí vojáci 23 body, které by jim byly stačily k záchraně v I. lize a do II. ligy by kromě posledního mužstva VCHZ Pardubice (21 bod) sestoupilo také mužstvo Sklo Union Teplice (22 body).